# Le Signe de Zorro (film, 1940)
Pour les articles homonymes, voir Le Signe de Zorro.
Pour plus de détails, voir Fiche technique et Distribution.
Le Signe de Zorro (The Mark of Zorro) est un film américain réalisé par Rouben Mamoulian, sorti en 1940.
Il est adapté du roman Le Fléau de Capistrano écrit en 1919 par Johnston McCulley.

## Synopsis
Alors qu'il revient en Californie sur l'appel de son père, Don Diego Vega constate que la dictature et l'injustice sont monnaie courante dans le pays et il décide de prendre les armes sous le nom de « Zorro ».

## Fiche technique
- Titre : Le Signe de Zorro
- Titre original : The Mark of Zorro
- Réalisation : Rouben Mamoulian
- Scénario : John Tainton Foote, Garrett Fort et Bess Meredyth d'après l'histoire The Curse of Capistrano de Johnston McCulley
- Musique : Alfred Newman, David Buttolph (non crédité), Hugo Friedhofer (non crédité) et Cyril J. Mockridge (non crédité)
- Photographie : Arthur C. Miller
- Montage : Robert Bischoff
- Direction artistique : Richard Day et Joseph C. Wright
- Décorateur de plateau: Thomas Little
- Costumes : Travis Banton
- Production : Raymond Griffith et Darryl F. Zanuck (non crédités)
- Société de production : Twentieth Century Fox
- Société de distribution : 20th Century Fox Redistribution AZ
- Pays d'origine :  États-Unis
- Format : Noir et blanc - Son : Mono (Western Electric Mirrophonic Recording)
- Langue : anglais
- Genre : aventure
- Durée : 94 minutes
- Dates de sortie :
  - États-Unis : 1er novembre 1940 (première mondiale à Cincinnati, Ohio), 8 novembre 1940 (sortie nationale)
  - Royaume-Uni : 3 février 1941
  - France : 27 novembre 1946

## Distribution
- Tyrone Power (VF : Yves Furet) : Don Diego Vega / Zorro
- Linda Darnell (VF : Claire Guibert) : Lolita Quintero
- Basil Rathbone (VF : Jean Martinelli) : Capitaine Esteban Pasquale
- Gale Sondergaard (VF : Lita Recio) : Inez Quintero
- Eugene Pallette : Fray Felipe
- J. Edward Bromberg (VF : Henri Ebstein) : Don Luis Quintero
- Montagu Love : Don Alejandro Vega
- Janet Beecher (VF : Henriette Marion) : Señora Isabella Vega
- George Regas (VF : Jean Guillet) : Sergent Gonzales
- Chris-Pin Martin : Geôlier
- Robert Lowery : Rodrigo
- Belle Mitchell : Maria
- John Bleifer : Pedro
- Frank Puglia (VF : Fernand Rauzena) : le propriétaire
- Eugene Borden : l’officier de service
- Pedro de Cordoba : Don Miguel
- Guy D'Ennery : Don Jose

Et, parmi les acteurs non crédités :
- Fortunio Bonanova (VF : Maurice Lagrenée) : une sentinelle
- Jean Del Val : une sentinelle
- William Edmunds : le paysan à la vente de coqs
- Fred Malatesta : une sentinelle
- Charles Stevens (VF : Gérard Férat) : José, un paysan

## Distinction
Le film est inscrit depuis 2009 au cinéma au National Film Registry pour être conservé à la Bibliothèque du Congrès des États-Unis en raison de son « importance culturelle, historique ou esthétique ».

## Liens avec le personnage de Batman
Dans l’univers DC Comics, il est souvent évoqué que Zorro est l'une des inspirations de Bob Kane et Bill Finger pour la création de Batman. C’est à la sortie du film Le Signe de Zorro que les parents du jeune Bruce Wayne furent assassinés sous ses yeux par un voleur à la tire. Selon la date de publication du comics, le film cité est soit celui avec Douglas Fairbanks, soit celui avec Tyrone Power,.
L’affiche du film de 1940 apparaît dans Batman v Superman : L'Aube de la justice, sorti en 2016.